# Marie Antoinette Marcotte
Lucile Marie Antoinette Marcotte, née à Troyes le 31 mai 1867 et morte à Paris le 30 avril 1929, est une artiste peintre française, principalement active en Belgique.
Ses thèmes de prédilection sont le jardins et les fleurs rendus dans un style luministe, mais elle a également peint des sujets naturalistes au début de sa carrière.

## Biographie

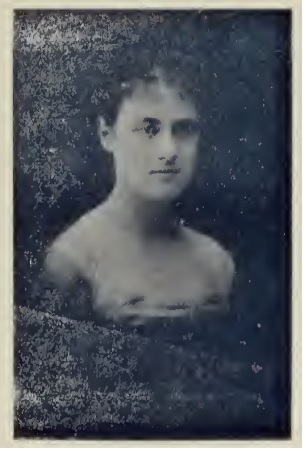
Marie Antoinette Marcotte vers 1897.

Marie Antoinette Marcotte, par sa mère, est issue de la famille aristocratique Toudouze ayant comporté de nombreux artistes au cours du XIXe siècle. Son père était affilié à la famille aristocratique des Marcotte de Quivières et les Marcotte d'Argenteuil. Il fut vice-consul de France à Ostende, puis à Anvers en 1872. Il meurt subitement en 1884. Sa mère se remarie avec Jules Alexandre Sohr, dont elle a eu trois enfants : Marguerite, Frédéric et Eva Sohr.
La passion de Marie Antoinette Marcotte pour le dessin et la peinture se manifeste tôt. Vers 1882, elle sollicite Émile Claus pour devenir son élève. Claus, n'acceptant pas d'élève, lui prodigua néanmoins ses conseils sur son travail artistique pendant plusieurs années.
En 1887, elle va parfaire ses études à Paris dans l'atelier de Jules Lefebvre et elle expose son premier tableau Le petit campagnard au Salon des artistes français de 1888. Au Salon de 1889, elle expose La Fillette des champs. En rentrant à Anvers, Marie Antoinette Marcotte participe à l'atelier d'Edgard Farasyn. En 1891, elle entre à l'Académie royale des beaux-arts de Bruxelles où elle suit les cours de Jean-François Portaels et Joseph Stallaert.
Marie Antoinette Marcotte est restée célibataire, choix fréquent en Belgique à cette époque pour les femmes ayant une vocation artistique et désireuses de se professionnaliser.
Sous l'influence d'Émile Claus, elle abandonne le style naturaliste pour se former au luminisme et se spécialiser dans l'étude des serres.
Elle participe à l'Exposition de Bordeaux de 1895 et expose pour la première fois au Salon des artistes français en 1901 ; elle reçoit une mention honorable au Salon de 1905.
En 1904, elle est nommée Officier d'académie. Membre de l'Union des Femmes Peintres et Sculpteurs, elle remporte le Deuxième Prix de l'Union en 1906. La même année, elle reçoit une médaille d’argent à Liège, ainsi que le titre de Chevalier de l’Ordre de Léopold.
Elle est, avec Juliette Wytsman, l'une des deux femmes peintre acceptées au Salon des beaux-arts d'Ostende en 1905. Elles seront quatre au Salon de 1907 avec Anna Boch, Louise Danse et Anna De Weert.

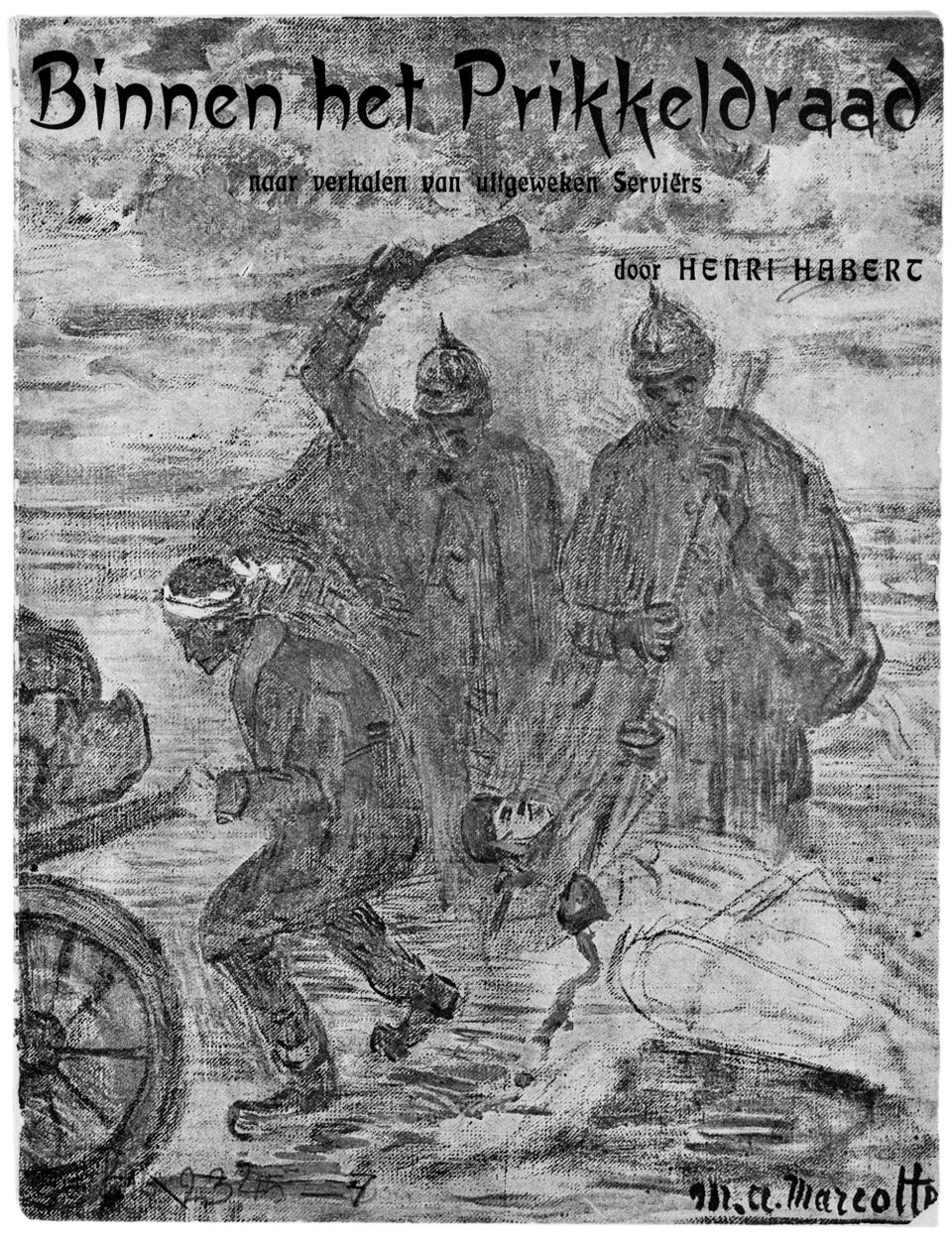
Illustration pour Binnen het Prikkeldraad de Henri Habert (1919).

Elle participe par la suite à de nombreuses expositions avec succès : 
- à Munich en 1905, avec Im Treibhaus[13] ;
- au Salon des beaux-arts d'Ostende en 1907, avec À la fiancée, Serre de chrysanthèmes, Serre d'azalées et Mon atelier au Printemps[14] ;
- au Salon de Bruxelles de 1907 : Les Serres de la ville de Paris et La Vieille dentellière[15] ;
- à Anvers en 1908 avec Un coin du jardin d'hiver de Mr Good, La Communion et Serre d'azalées[16] ;
- à Berlin la même année avec une Serre d'azalées[17] ;
- à Gand en 1913 : Dans les serres de S.M. le Roi des Belges, Le Couloir aux géraniums (palais de Laeken) et La Forcerie des lilas[18] ;
- au Salon de Bruxelles de 1914 : Dans les serres de S.M. le Roi des Belges[18] ;
- à Saint-Pétersbourg.

En 1919, Marie-Antoinette Marcotte illustre le livre de Henri Habert (nl), Entre les fils barbelés : D'après les récits des évadés Serbes, publié à Amsterdam.
Elle a été exposée pendant l'été 2018 à Namur au musée Félicien Rops.

## Œuvres

### Œuvres dans les collections publiques
La plupart de ses tableaux sont conservés dans les musées belges de Courtrai, Anvers, Gand et Bruxelles.

### Œuvres non localisées

#### Sujet naturaliste

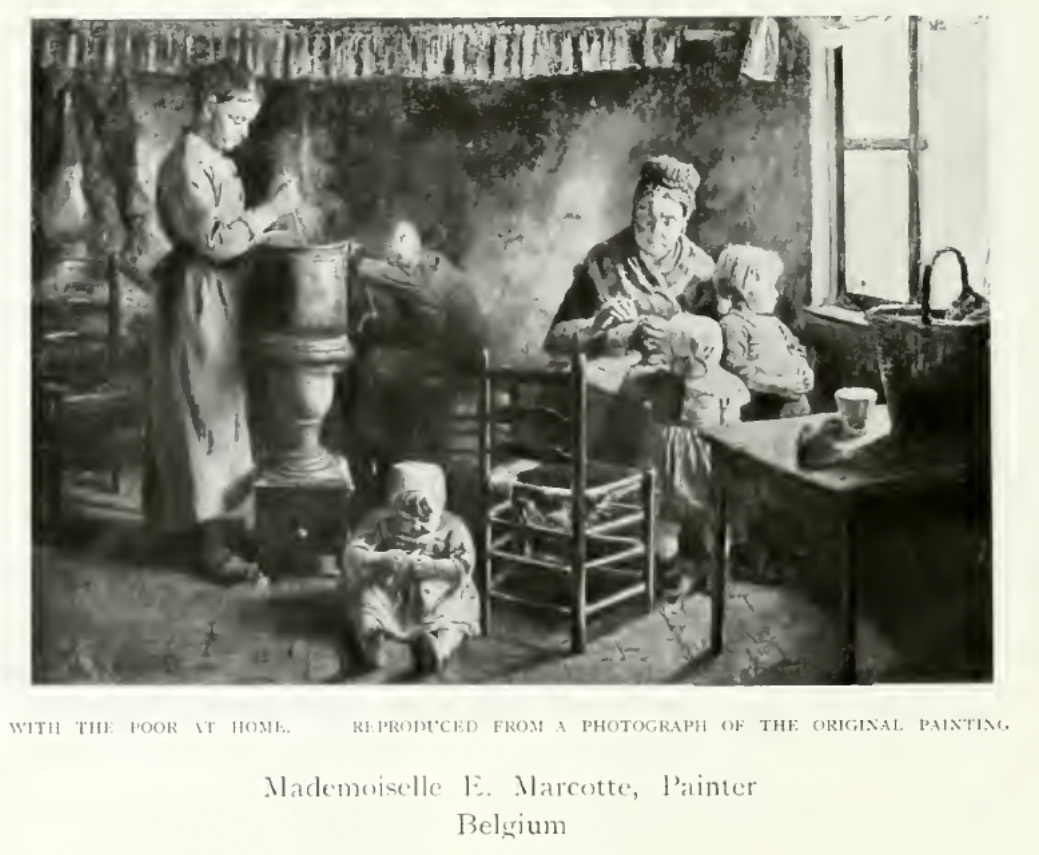
Chez les pauvres, localisation inconnue.
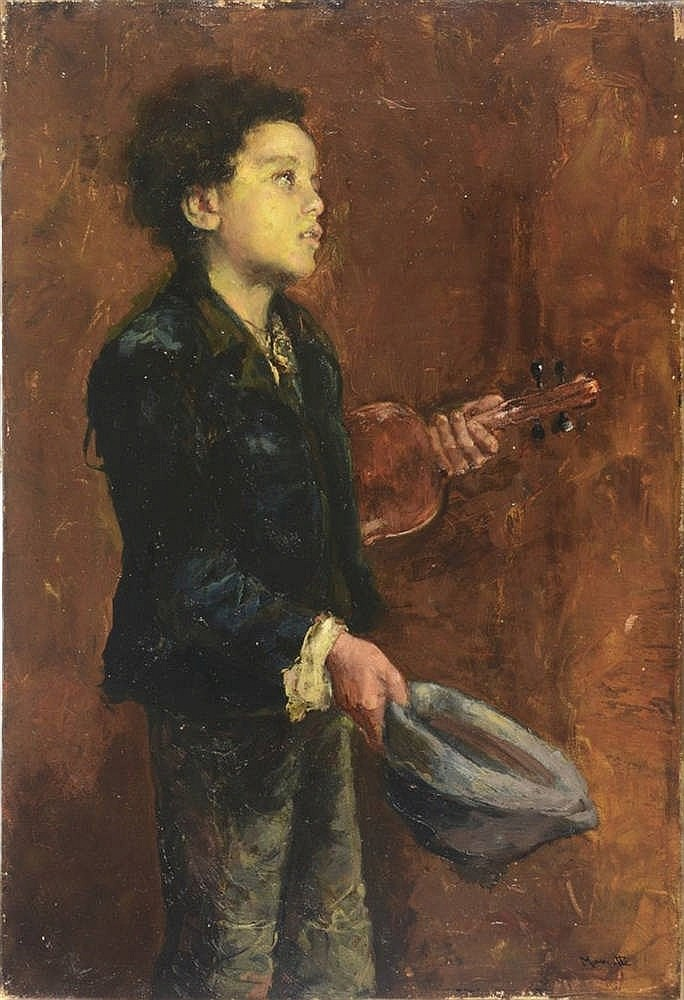
Violoniste aveugle, localisation inconnue.
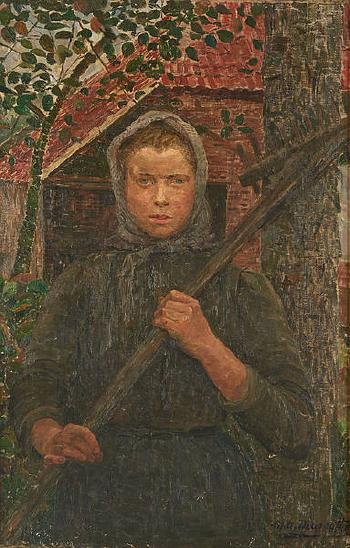
Jeune jardinier, localisation inconnue.
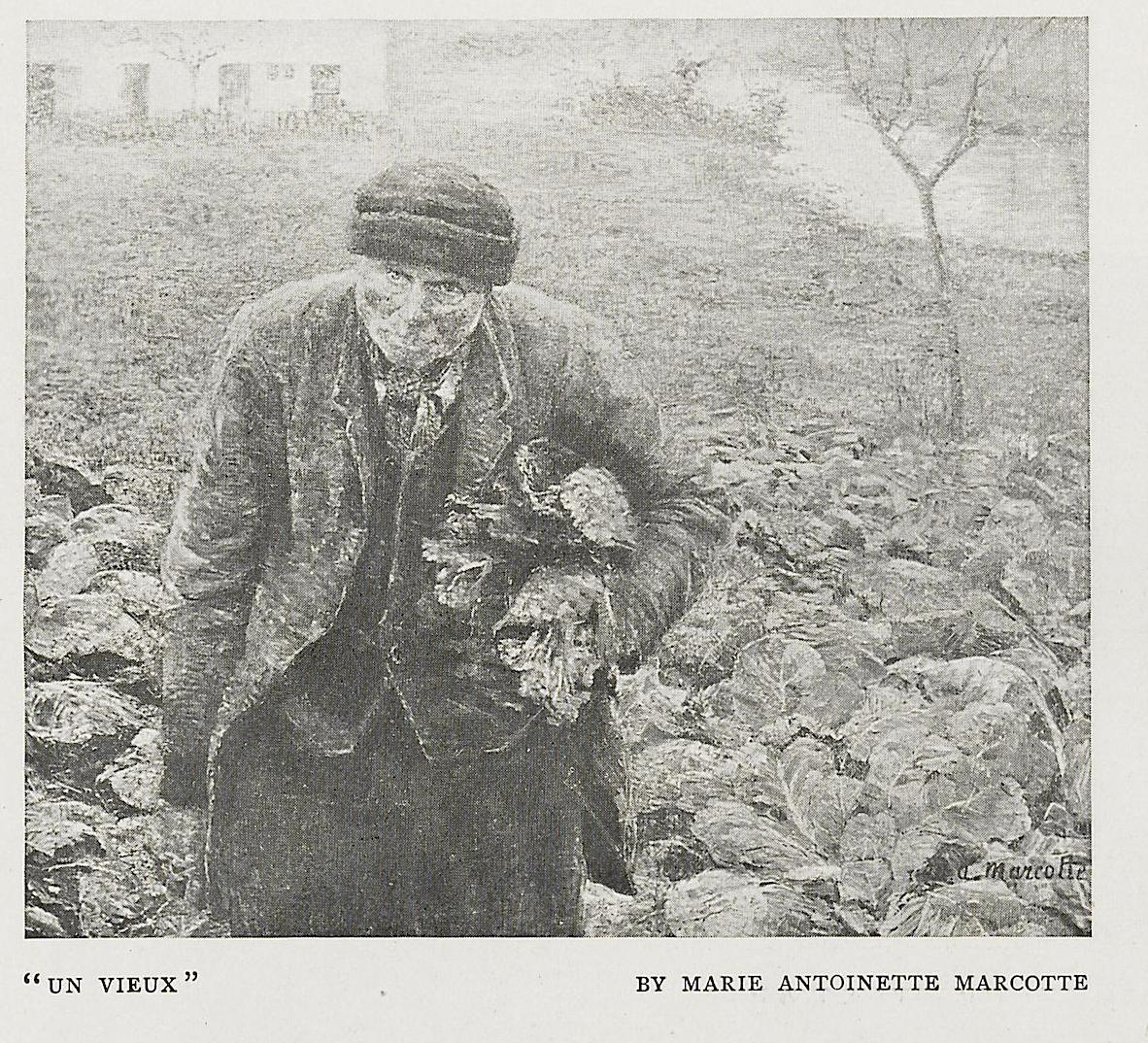
Un vieux - l'homme aux choux (1894), localisation inconnue[21].
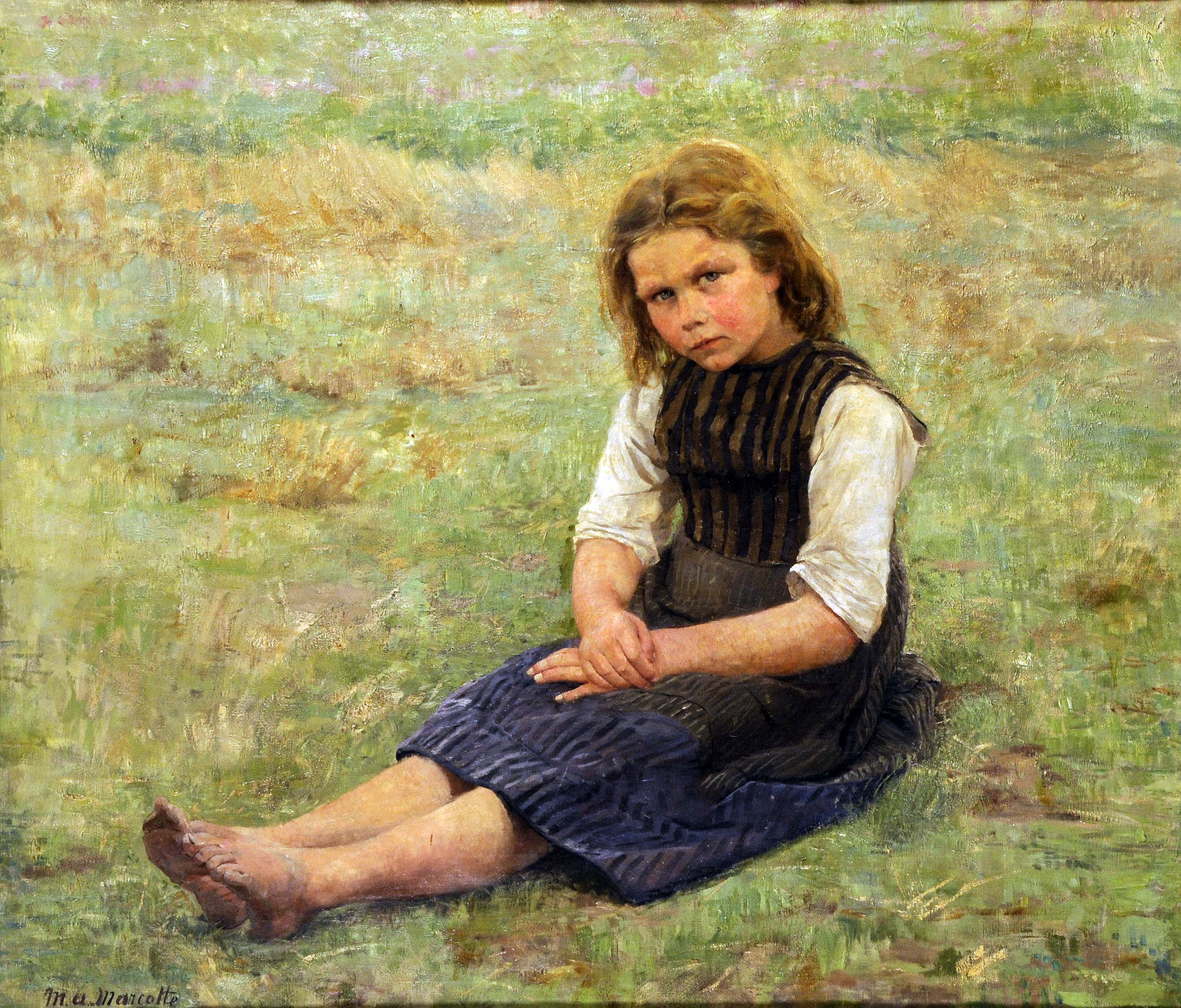
Fillette dans les champs (vers 1888), localisation inconnue.

#### Portrait

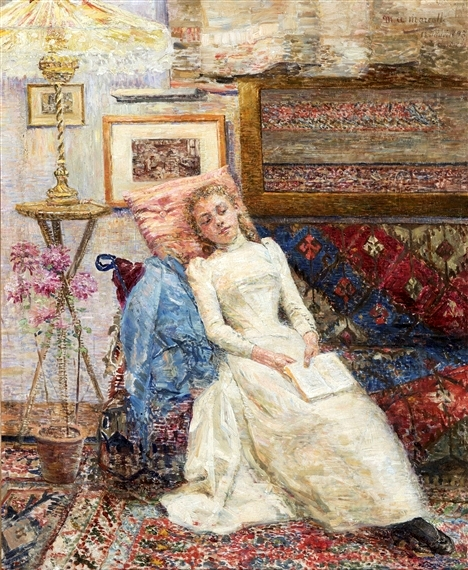
Rêverie de jeune fille (1893), localisation inconnue.
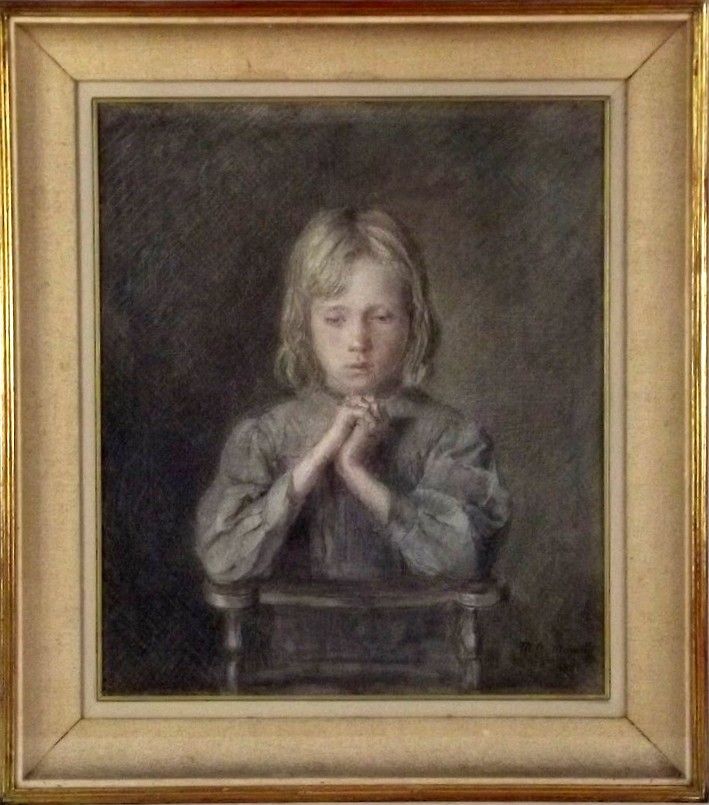
La Prière de l'enfant sur son prie-Dieu (1896), localisation inconnue.
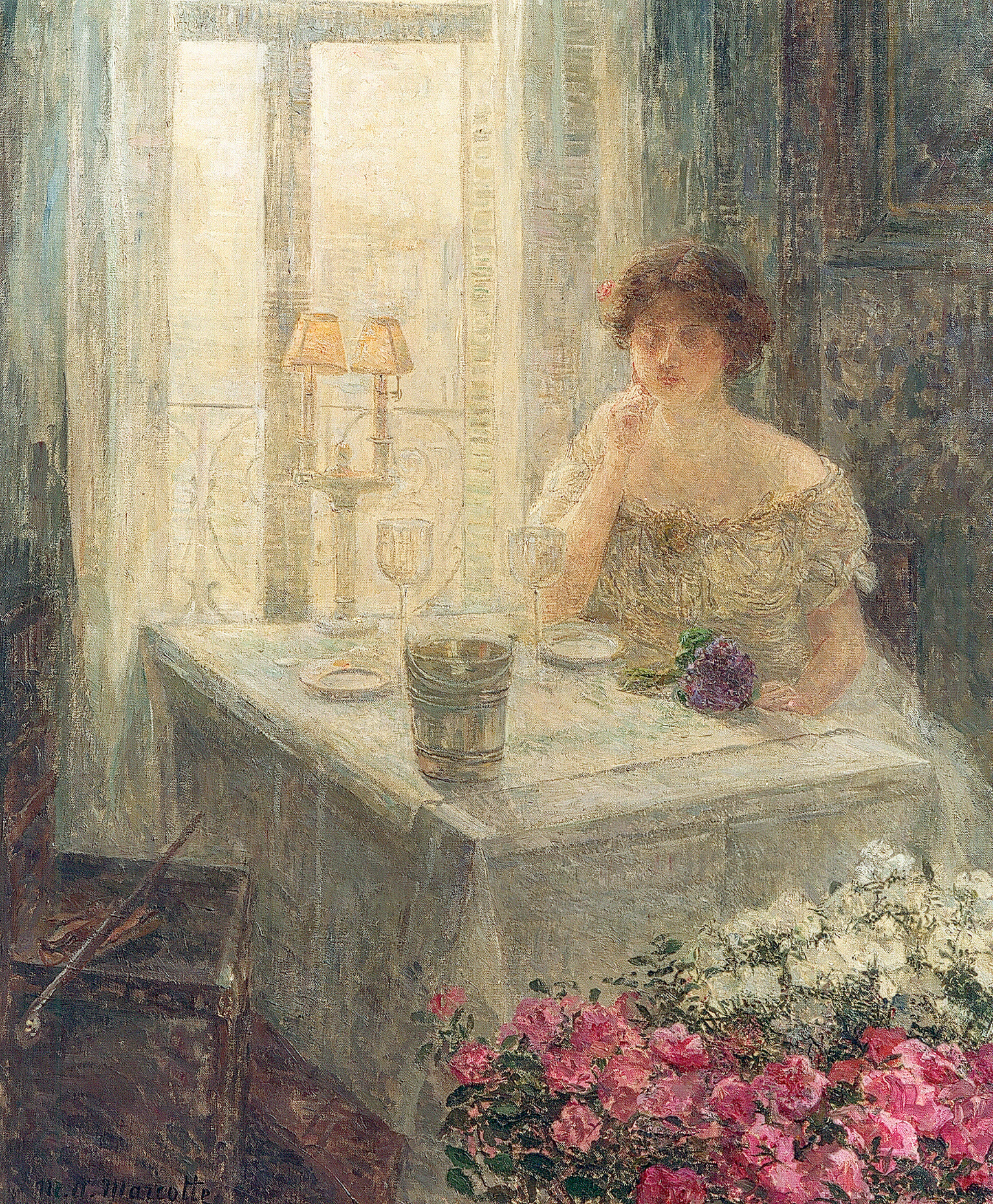
Femme à sa fenêtre avec bouquet de violettes (1910), localisation inconnue.
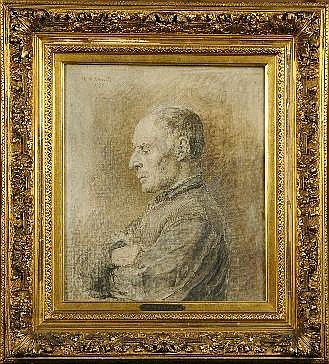
Homme de profil, localisation inconnue.

#### Paysage
Les paysages de Marie Antoinette Marcotte sont rares car à l'époque une femme seule ne pouvait peindre en plein air.

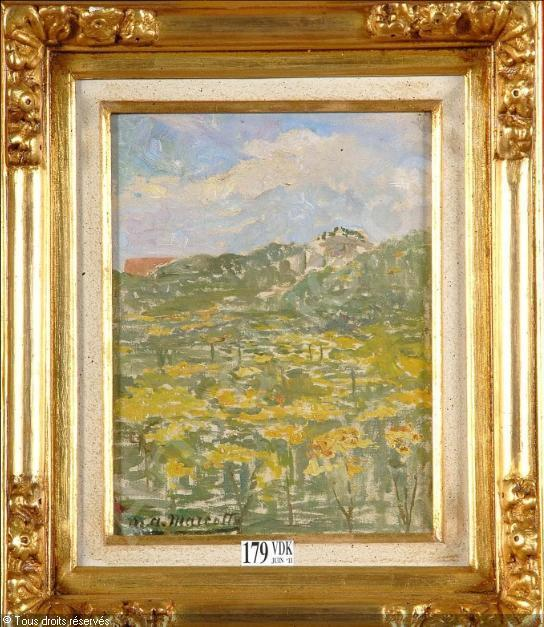
Paysage de Provence (vers 1910), localisation inconnue.
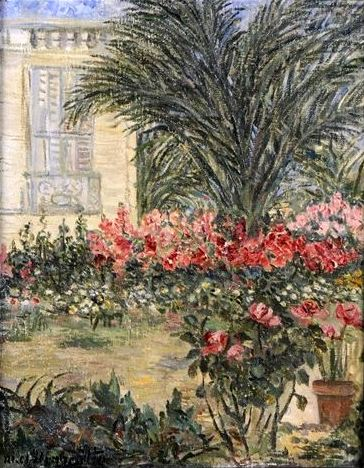
Jardin fleuri (vers 1910), localisation inconnue.
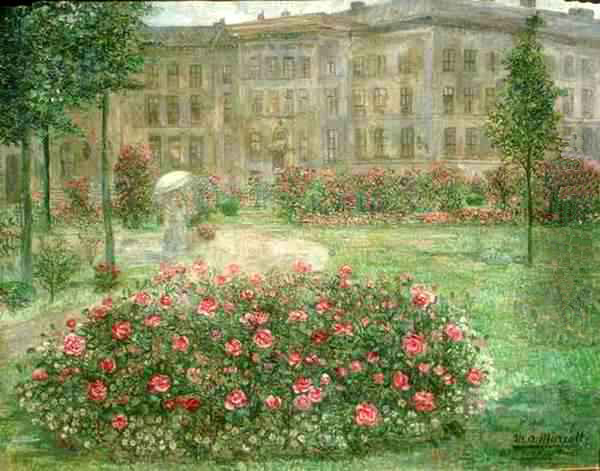
Jardin fleuri (vers 1905), localisation inconnue.
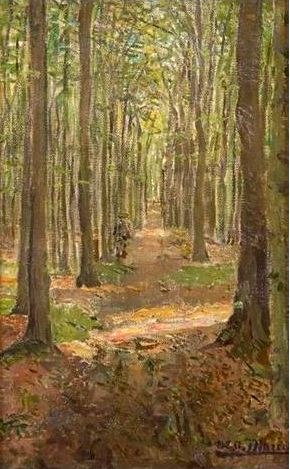
L'Allée ensoleillée avec promeneur, localisation inconnue.
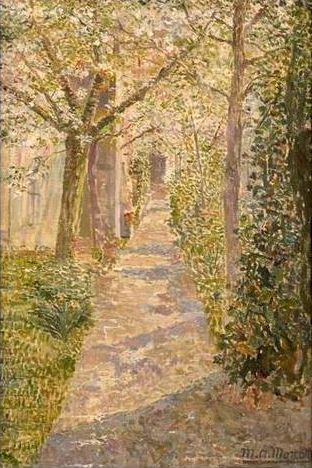
L'Allée ensoleillée, localisation inconnue.
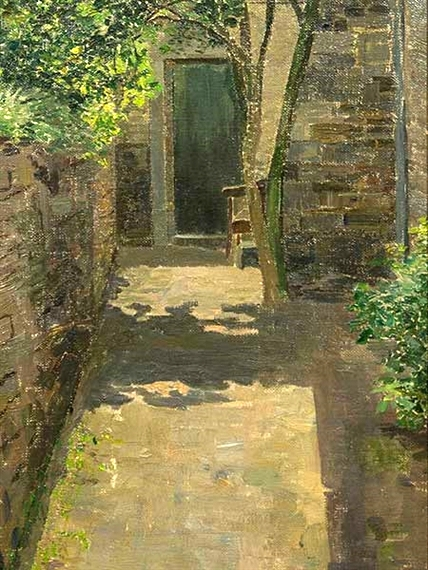
La Maison du bonheur, localisation inconnue.
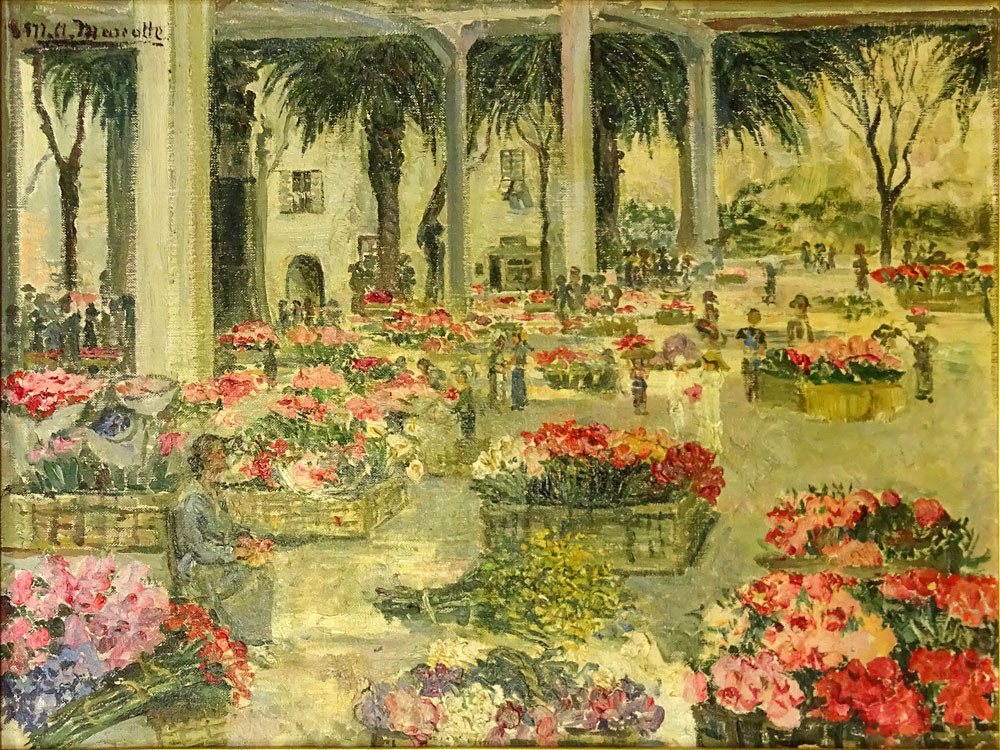
Marché aux fleurs, localisation inconnue.
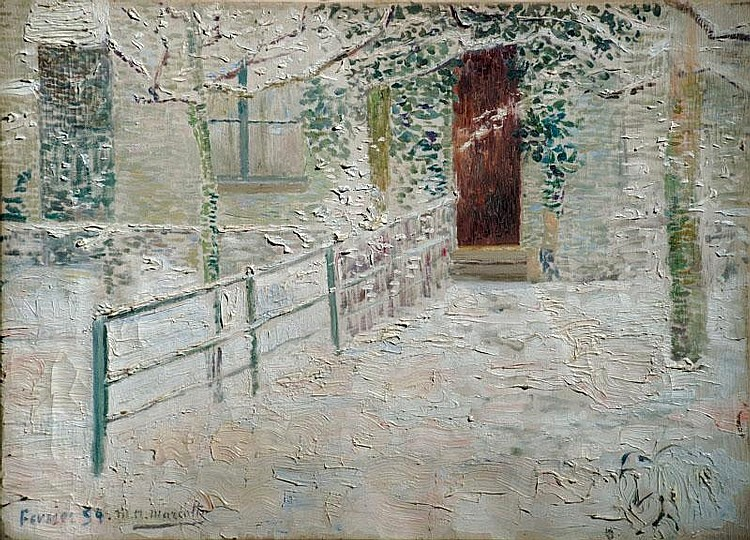
Chemin enneigé, localisation inconnue.
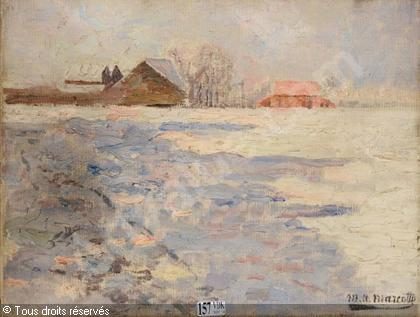
Paysage enneigé, localisation inconnue.
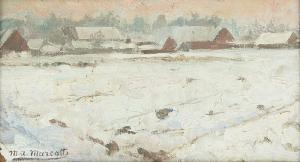
Paysage enneigé, localisation inconnue.

#### Les serres
Les tableaux de serres de Marie-Antoinette Marcotte ont fait sa renommée internationale. Depuis le succès remporté par le Crystal Palace à l'Exposition universelle de 1851, cette architecture de métal et de verre a inspiré de nombreuses réalisations en Europe.

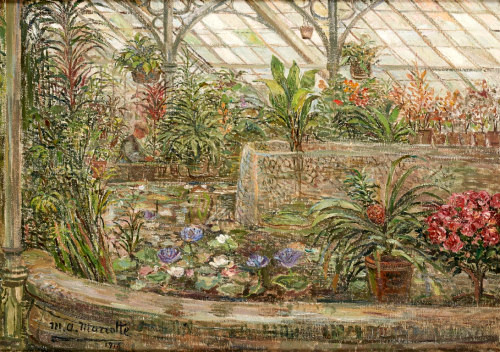
Serres de Laeken (1916), localisation inconnue.
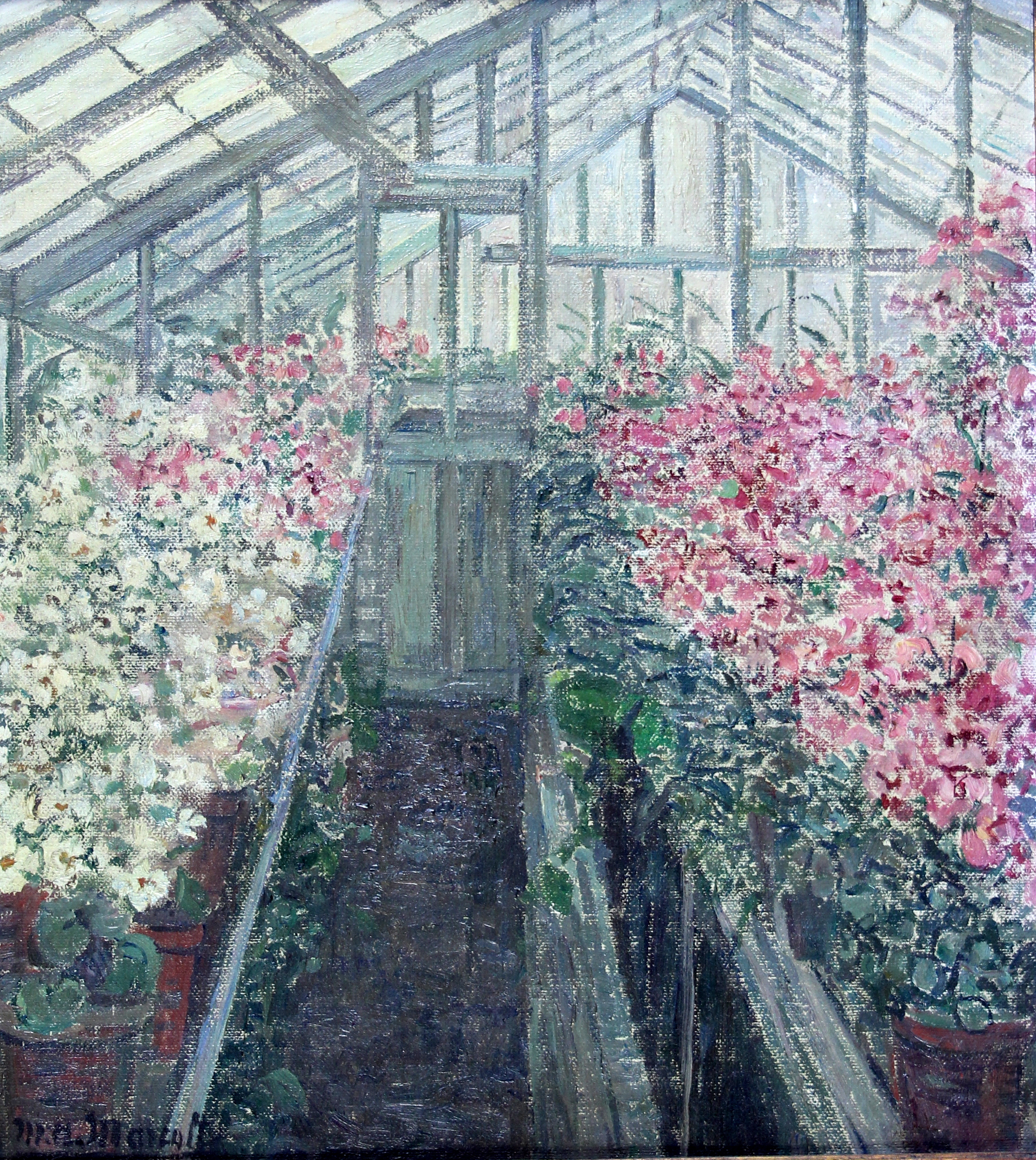
Dans la serre, localisation inconnue.
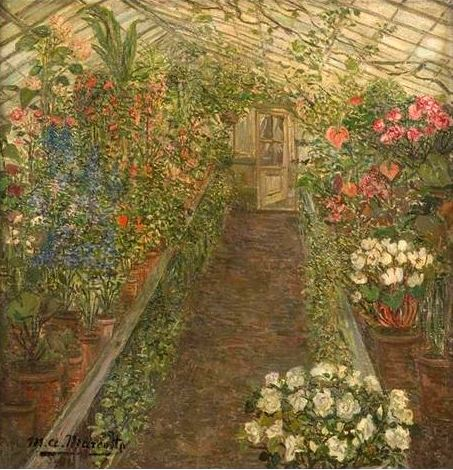
L'Intérieur de la serre, localisation inconnue.
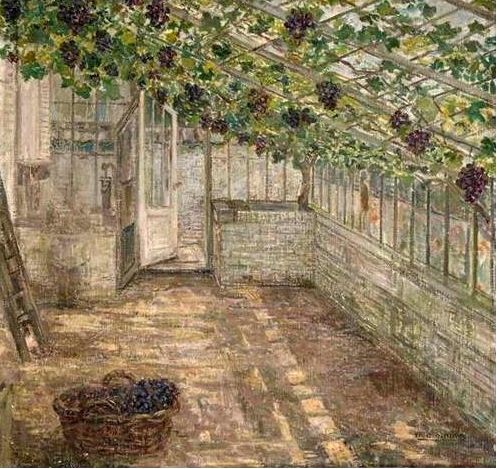
La Serre aux raisins, localisation inconnue.
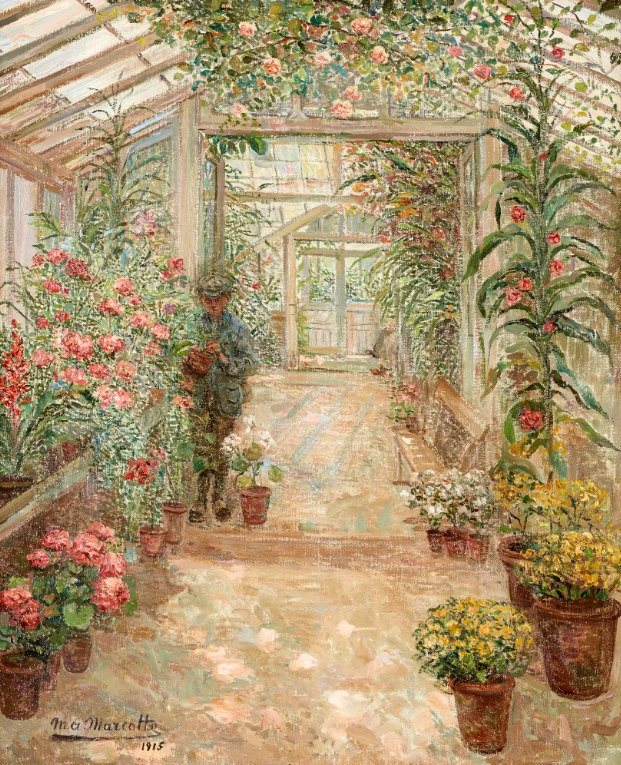
Le jeune Jardinier (1915), localisation inconnue.
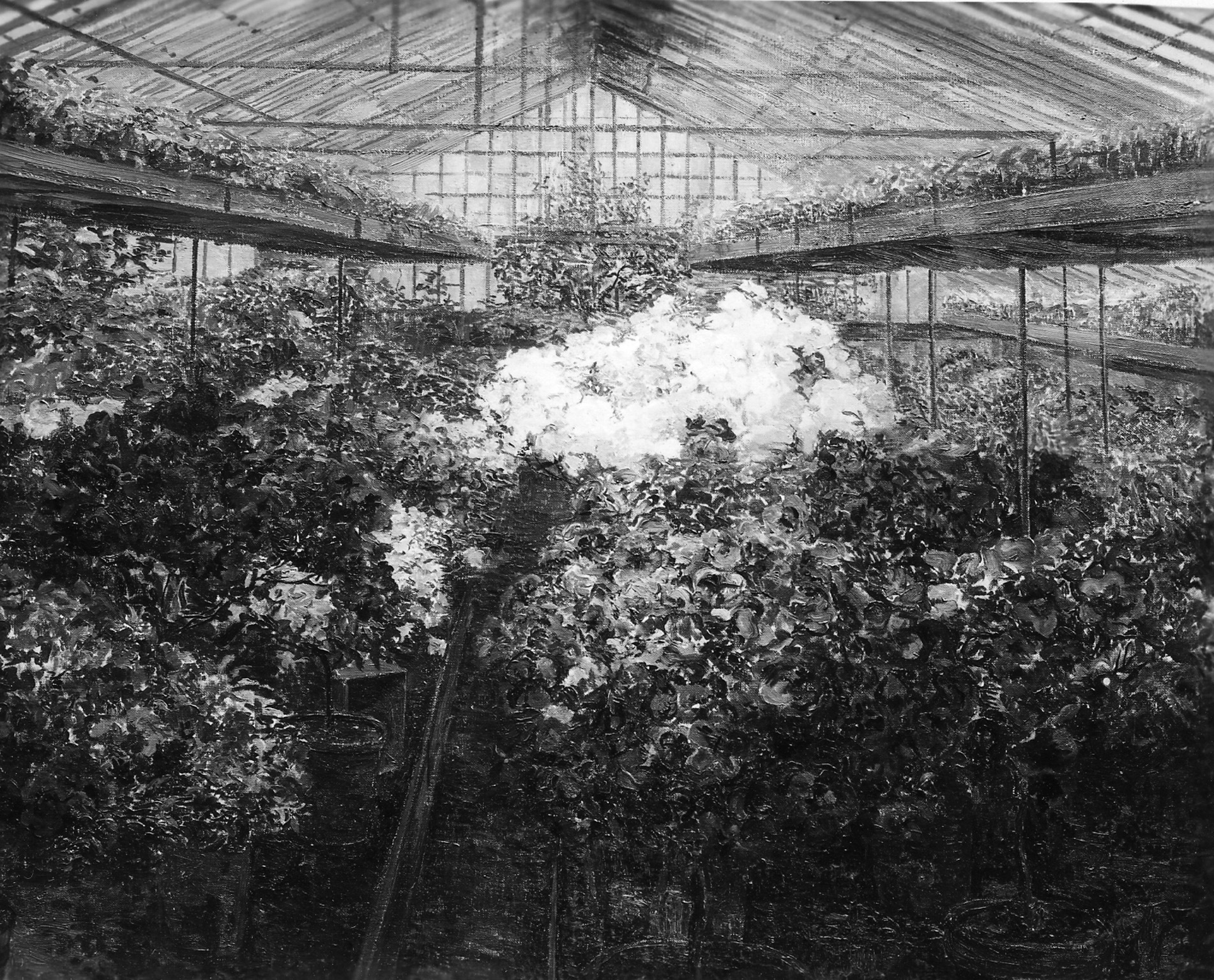
Serre aux azalées, localisation inconnue.
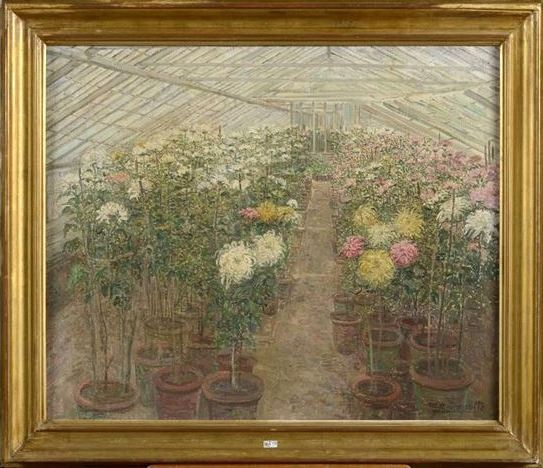
Serre aux chrysanthèmes, localisation inconnue.
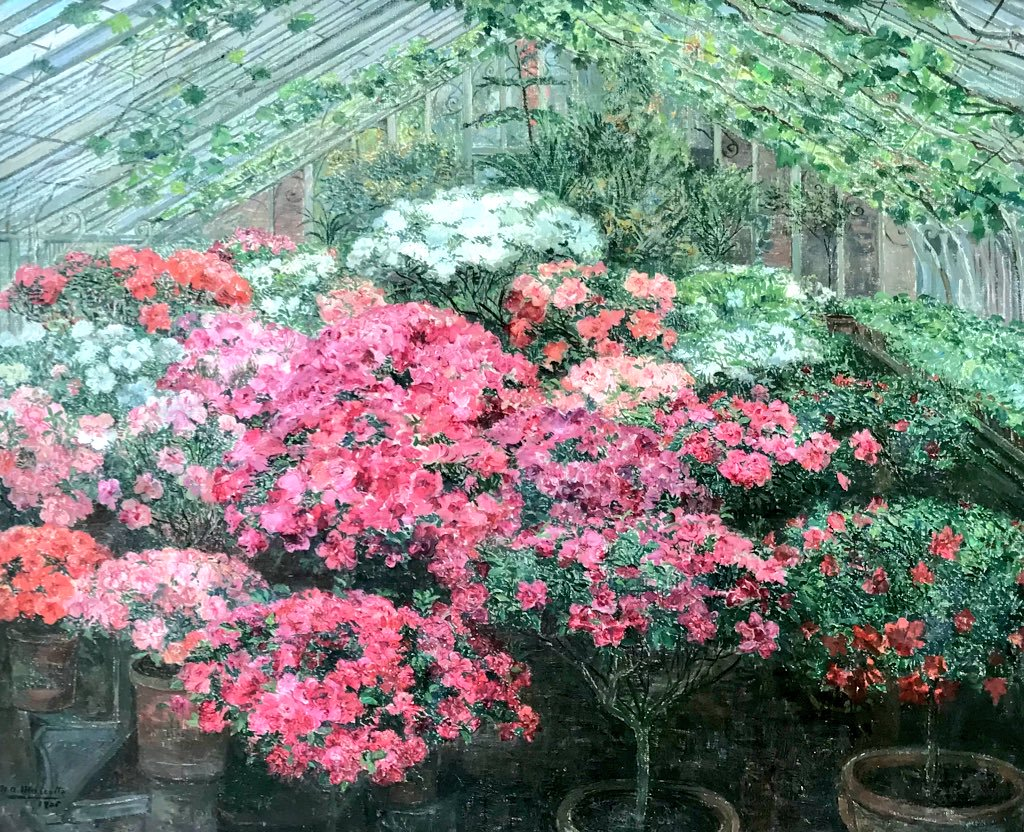
Serre fleurie, localisation inconnue.
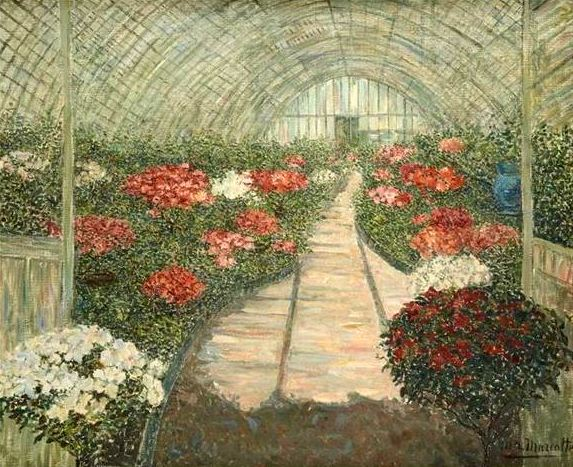
Serre fleurie, localisation inconnue.
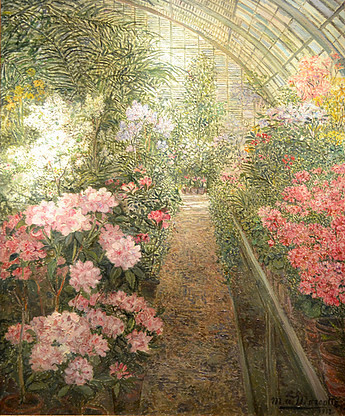
Serre fleurie, localisation inconnue.

#### Nature morte

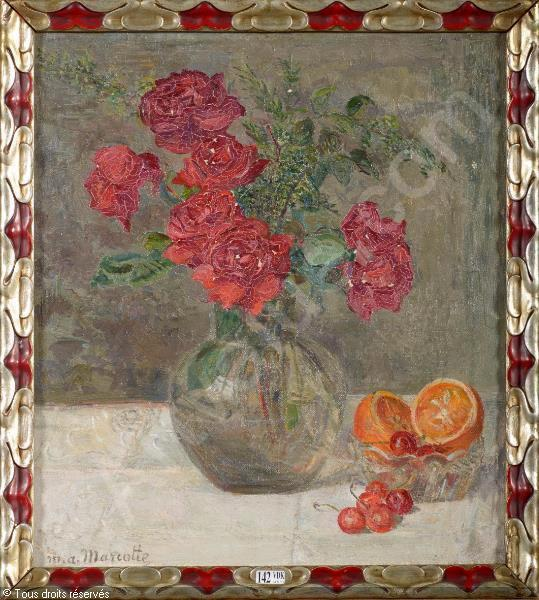
Nature morte aux roses et aux fruits, localisation inconnue.
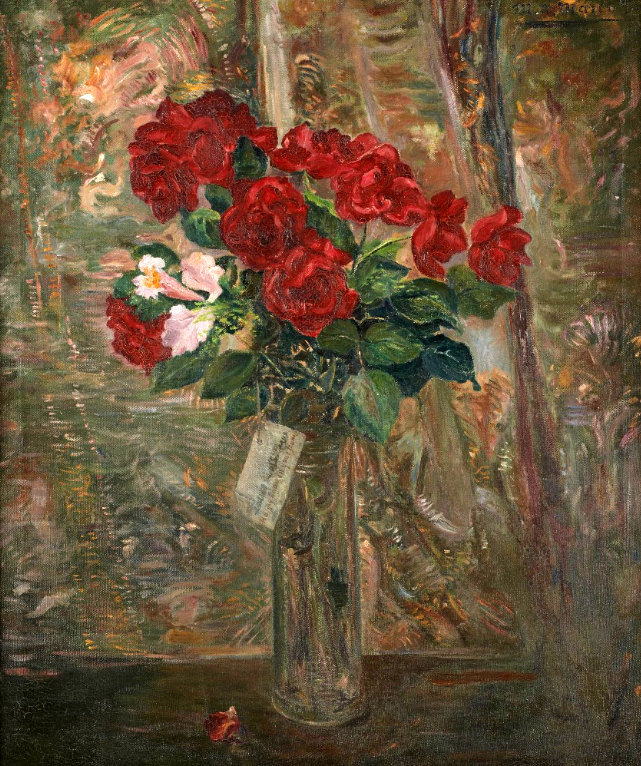
Roses rouges, localisation inconnue.
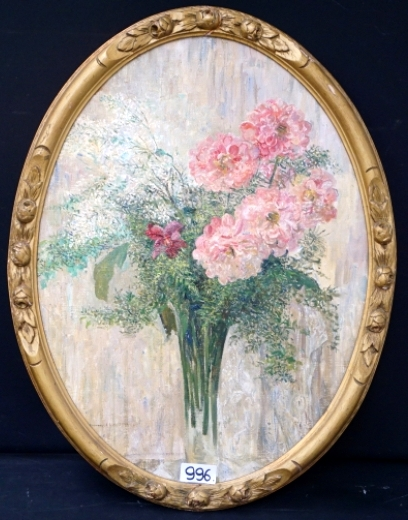
Roses roses, localisation inconnue.
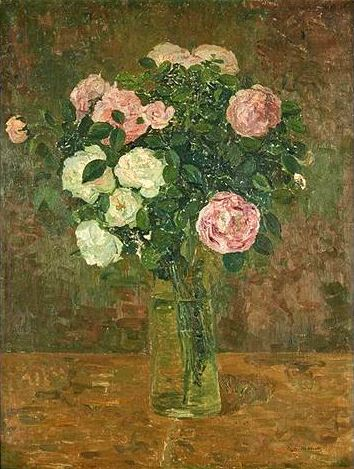
Vase fleuri, localisation inconnue.
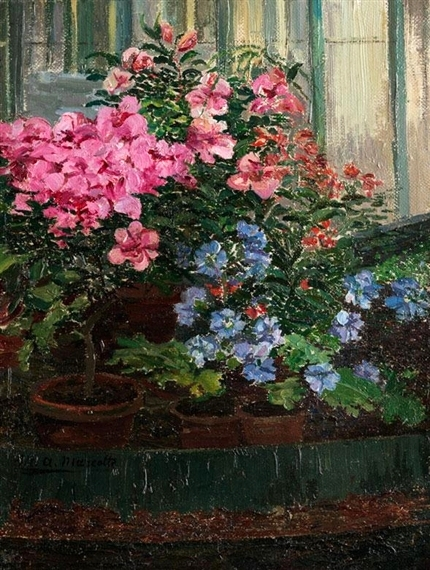
Azalées en fleurs, localisation inconnue.
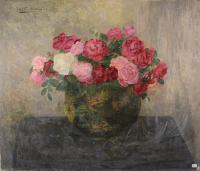
Bouquet de roses en pot, localisation inconnue.

## Récompenses et distinctions
- 1891 : médaille d'or à l'Académie royale des beaux-arts de Bruxelles.
- 1905 : mention honorable au Salon des artistes français de Paris.
- 1906 : chevalier de l'ordre de Léopold[23].

### Autres sources
- (en) Cet article est partiellement ou en totalité issu de l’article de Wikipédia en anglais intitulé « Marie Antoinette Marcotte » (voir la liste des auteurs).